# Treuzy-Levelay
Treuzy-Levelay è un comune francese di 471 abitanti situato nel dipartimento di Senna e Marna nella regione dell'Île-de-France.

## Società

### Evoluzione demografica
Abitanti censiti